# Halterofília als Jocs Olímpics d'estiu de 1928 - pes pesant
La competició del pes pesant, amb un pes dels aixecadors superior a 82,5 kg, va ser una de les cinc proves d'halterofília que es disputà durant els Jocs Olímpics d'Amsterdam de 1928. La prova es disputà el 29 de juliol i hi van prendre part 17 aixecadors en representació d'11 nacions.

## Medallistes
| Or                      | Plata                | Bronze                |
| Josef Straßberger (GBR) | Arnold Luhaäär (EST) | Jaroslav Skobla (TCH) |

## Resultats
| Pos. | Aixecador               | Impuls  | Impuls    | Impuls    | Arrancada | Arrancada | Arrancada | Dos temps | Dos temps | Dos temps | Total |
| Pos. | Aixecador               | 1.      | 2.        | 3.        | 1.        | 2.        | 3.        | 1.        | 2.        | 3.        | Total |
| ---- | ----------------------- | ------- | --------- | --------- | --------- | --------- | --------- | --------- | --------- | --------- | ----- |
| 1    | Josef Straßberger (GER) | 115     | 120       | 122.5     | 102.5     | 107.5     | X (110)   | 137.5     | X (142.5) | 142.5     | 372.5 |
| 2    | Arnold Luhaäär (EST)    | 92.5    | 97.5      | 100       | X (110)   | 110       | X (115)   | 140       | 145       | 150       | 360   |
| 3    | Jaroslav Skobla (TCH)   | 90      | 100       | X (105)   | 97.5      | X (107.5) | 107.5     | 140       | 147.5     | X (150)   | 357.5 |
| 4    | Kārlis Leilands (LAT)   | 105     | 110       | X (115)   | 105       | X (110)   | X (110)   | X (140)   | X (140)   | 140       | 355   |
| 5    | Rudolf Schilberg (AUT)  | X (115) | 115       | X (120)   | 97.5      | 105       | X (107.5) | X (132.5) | 135       | X (137.5) | 355   |
| 5    | Josef Leppelt (AUT)     | 95      | 100       | 105       | 100       | 110       | X (115)   | 130       | X (140)   | 140       | 355   |
| 7    | Giuseppe Tonani (ITA)   | 112.5   | 117.5     | X (120)   | 97.5      | X (102.5) | X (102.5) | 127.5     | 135       | 137.5     | 352.5 |
| 8    | Hermann Volz (GER)      | 92.5    | 97.5      | X (102.5) | 102.5     | 107.5     | 110       | 127.5     | 132.5     | X (137.5) | 340   |
| 9    | Claudius Dutriève (FRA) | 90      | 97.5      | X (100)   | 100       | X (105)   | X (105)   | 127.5     | 132.5     | X (137.5) | 330   |
| 10   | Marcel Dumoulin (FRA)   | 87.5    | 92.5      | X (95)    | 100       | X (105)   | X (105)   | 130       | 135       | X (140)   | 327.5 |
| 10   | Francesco Mercoli (ITA) | 102.5   | X (107.5) | X (107.5) | X (100)   | 100       | X (105)   | 125       | X (130)   | -         | 327.5 |
| 12   | Minus Verheijen (NED)   | 90      | 95        | 100       | 90        | X (95)    | X (95)    | X (120)   | 130       | -         | 325   |
| 13   | Harold Wood (GBR)       | 90      | 95        | X (100)   | X (95)    | 95        | X (100)   | 120       | 125       | X (130)   | 315   |
| 14   | Franz Riederer (SUI)    | X (85)  | 85        | 90        | 90        | X (95)    | X (95)    | 115       | 120       | X (125)   | 300   |
| 15   | Marcel Panen (BEL)      | X (80)  | 80        | 85        | X (77.5)  | 80        | 85        | 110       | 115       | X (120)   | 280   |
| 16   | Walter Gasser (SUI)     | 80      | 85        | X (87.5)  | 77.5      | X (82.5)  | X (82.5)  | 105       | X (110)   | -         | 267.5 |
| -    | Henk Verheijen (NED)    | 95      | 102.5     | X (105)   | 100       | X (105)   | X (105)   | X (137.5) | -         | -         | -     |